# Stary Wiśnicz
Stary Wiśnicz – wieś w Polsce położona w województwie małopolskim, w powiecie bocheńskim, w gminie Nowy Wiśnicz.
W 1595 roku wieś Wiśnicz Wielki położona w powiecie szczyrzyckim województwa krakowskiego była własnością kasztelana małogoskiego Sebastiana Lubomirskiego. W latach 1975–1998 miejscowość administracyjnie należała do województwa tarnowskiego. Integralne części miejscowości: Pagórek, Podgródek, Strona Południowa, Strona Północna, Zagrody, Zalipie, Granice.
Zabudowania i pola tej miejscowości znajdują się w dolinie potoku Leksandrówka i na wznoszących się po obu jej stronach wzgórzach Pogórza Wiśnickiego.

## Zabytki
Obiekt wpisany do rejestru zabytków nieruchomych województwa małopolskiego.
- kościół parafialny pw. św. Wojciecha z 1520 roku, gotycki, ufundowany przez Piotra Kmitę, w ołtarzu gł. obraz Jana Matejki[8];
  - kapliczka z rzeźbą św. Anny, drewniana z XIX wieku;
  - drzewostan w otoczeniu;
- dom nr 1, poł. XVII wieku,
- zamek w Wiśniczu.